# Liste des rois légendaires d'Écosse
Cette liste des rois légendaires d'Écosse réunit soixante-huit souverains censés avoir régné avant Kenneth MacAlpin. Établie à partir des compilations d’anciens chroniqueurs tel Jean de Fordun et Andrew Wyntoun aux XIVe siècle et XVe siècle, elle est définitivement mise en forme par les historiens et humanistes écossais des XVe et XVIe siècles Hector Boece et surtout Georges Buchanan avec son Rerum Scoticarum Historia de 1582. 
Elle reprend des rois mythiques irlandais, des personnages totalement fabuleux avec de curieux noms latinisés ainsi que dans sa seconde partie des rois historiques des Scots du Dalriada. Ces derniers ont parfois été dédoublés ou inversés. Les dates, les filiations et les biographies, reportées partiellement, sont imaginaires. Les portraits d'une partie de ces souverains, peints au XVIIe siècle, ornent une galerie du Palais de Holyrood à Édimbourg.  
L’examen critique de cette liste a été réalisé dès 1729 par le père Thomas Innes dans son Critical Essay on the Ancient Inhabitants of the Northern Parts of Britain or Scotland et surtout au XIXe siècle par le grand historien médiéviste écossais William Forbes Skene. Elle reste pourtant une référence dans des encyclopédies ou dictionnaires publiés en France jusqu’au milieu du XXe siècle

## Liste des rois légendaires d'Écosse
L'origine de cette dynastie fictive unique, dont serait issu Kenneth MacAlpin, est un prince irlandais nommé Feradach ou Ferchardus selon les versions. La numérotation et les dates sont celles de Buchanan.
| No                                                | Nom                 | Avènement      | Autre nom                                                            | Remarques |
| ------------------------------------------------- | ------------------- | -------------- | -------------------------------------------------------------------- | --- |
| 1                                                 | Fergus Ier (en)     | 330 av. J.-C.. |                                                                      | Fils de Feradach, « mort noyé en mer au large des côtes d'Irlande » près de Carrickfergus selon Jean de Fordun, Andrew Wyntoun, et de nombreuses listes généalogiques de rois d'Écosse.                                                                 |
| 2                                                 | Feritharis          | 305 av. J.-C.  | Ferithais (John Bellenden (en))                                      | Frère de Fergus Ier, selon Buchanan « il règne parce que ses neveux sont trop jeunes à la mort de leur père ». |
| 3                                                 | Mainus              | 290 av. J.-C.  |                                                                      | Fils cadet de Fergus Ier. « Ferlegus son frère aîné aurait été écarté du trône pour avoir conspiré contre son oncle. » |
| 4                                                 | Dornadilla          | 262 av. J.-C.  | Dorvidilla (Bellenden)                                               | Fils de Mainus. L'identification de Dun Dornaigil comme château de Dornadilla est mentionnée dans Itinerarium septentrionale (1726) d'Alexandre Gordon. Selon Hector Boece, c'est un amateur de chiens de chasse qui édicte une loi régulant la chasse. |
| 5                                                 | Nothatus            | 232 av. J.-C.  | Nathak (Bellenden)                                                   | Fils de Mainus, « cruel et despotique il est mis à mort par un certain Dovallus ». Revendiqué comme ancêtre par le clan MacDowell. |
| 6                                                 | Reutherus           | 213 av. J.-C.  | Reuther (Hector Boece), Rewthar (Bellenden)                          | Fils de Dorvadilla, prétendu éponyme de la ville de Rutherglen. |
| 7                                                 | Reuthra             | 187 av. J.-C.  | Rewtha (Bellenden)                                                   | Fils de Nothatus. |
| 8                                                 | Thereus             | 173 av. J.-C.  |                                                                      | Fils de Reuther, « un tyran cruel exilé la douzième année de son règne. Conan est nommé vice-roi ». |
| 9                                                 | Josina              | 161 av. J.-C.  | Josyne (Bellenden)                                                   | Fils de Thereus, « il honore les mages qui l'ont éduqué ». |
| 10                                                | Finnanus            | 137 av. J.-C.  | Fynnane (Bellenden)                                                  | Fils de Josina, « dévot des pratiques superstitieuses des druides ». |
| 11                                                | Durstus             | 107 av. J.-C.  |                                                                      | Fils de Finnanus, « vil et débauché, il est tué lors d'une bataille ». |
| 12                                                | Evenus Ier          | 98 av. J.-C.   |                                                                      | Fils de Donallus, le frère de Finnanus, « il exige un serment d'allégeance de ses sujets ». |
| 13                                                | Gillus              | 79 av. J.-C.   |                                                                      | « Tyran et usurpateur tué par Cadwal son vice-roi. » |
| 14                                                | Evenus II           | 77 av. J.-C.   |                                                                      | Fils de Doval, petit-fils de Josina. |
| 15                                                | Ederus              | 60 av. J.-C.   |                                                                      | Fils de Domachus, le fils de Durstus. |
| 16                                                | Evenus III          | 12 av. J.-C.   |                                                                      | Fils d’Ederus, « faible et licencieux. Mis en prison par les nobles, il est tué par un compagnon de captivité. » |
| 17                                                | Metallanus          | 5 av. J.-C.    |                                                                      | Fils d'Ederus. Selon Hector Boece, il reçoit des ambassadeurs romains. |
| 18                                                | Caractacus          | 35 ap. J.-C.   |                                                                      | Fils de Cadallamus et d’Eropeia, sœur de Metellanus. |
| 19                                                | Corbredus Ier       | 55             |                                                                      | Frère de Caractacus. |
| 20                                                | Dardannus           | 72             |                                                                      | Neveu de Metellenus, « cruel et licencieux, il est capturé lors d'un combat et décapité. » |
| 21                                                | Corbredus II Galdus | 76             |                                                                      | Fils de Corbredus Ier, « combat les Romains mais meurt en paix ». |
| 22                                                | Luctacus            | 110            | Lugthacus (Boece)                                                    | Fils de Corbredus II, « un prince licencieux tué par ses nobles ». Boece dit qu'il doit être exclu de la liste des rois pour ses crimes. |
| 23                                                | Mogaldus            | 113            | Mogallus (Boece)                                                     | Petit-fils de Corbredus Ier et cousin par sa mère de Lugthtacus, « tué par les nobles ». |
| 24                                                | Conarus             | 149            |                                                                      | « Un tyran emprisonné après 2 ans de règne qui a participé à la conspiration contre son père. Argadus devient gouverneur. Le roi est tué dans sa prison en 163. »                                                                                       |
| 25                                                | Ethodius Ier        | 163            |                                                                      | Fils de la sœur de Mogallus, « il est tué par son harpiste irlandais ». |
| 26                                                | Satraël             | 195            | Satrahel (Boece)                                                     | Frère d’Ethodius Ier, « il tue les nobles et les amis d'Ethodius. Il est étranglé par ses serviteurs ». |
| 27                                                | Donaldus Ier        | 199            |                                                                      | Boece fait de lui le premier roi chrétien et le premier qui frappe des monnaies d'or et d'argent. |
| 28                                                | Ethodius II         | 216            |                                                                      | Fils d’Ethodius Ier, « faible et diminué intellectuellement, tué par ses propres officiers ». |
| 29                                                | Athirco             | 231            | Athircon, fils d'Echodius (James Ussher)                             | Fils d’Ethodius II, « il se suicide ». |
| 30                                                | Nathalocus          | 242            |                                                                      | Fils du frère d’Arthico. Usurpateur tué par un domestique, anecdote qui est le sujet d'un poème écrit en 1845 par James Clerk Maxwell. |
| 31                                                | Findochus           | 253            | Findocus (Boece)                                                     | fils d’Arthico « bon roi tué par son frère » |
| 32                                                | Donaldus II         | 264            |                                                                      | frère de Findochus « blessé au cours d'un combat, meurt peu après » |
| 33                                                | Donaldus III        | 265            |                                                                      | « prince des îles, usurpateur du royaume » |
| 34                                                | Crathilinthus       | 277            | Crathlinthus (Boece)                                                 | fils de Findochus |
| 35                                                | Fincormachus        | 301            |                                                                      | cousin de Crathilinthus « prince juste » |
| 36                                                | Romachus            | 348            |                                                                      | fils du frère aîné de Crathilinthus « s'impose de force auprès des fils des autres frères de Crathilinthus. Battu par les Pictes sauvages » |
| 37                                                | Angusianus          | 351            |                                                                      | fils d’un frère de Crathilinthus « tué lors d'un combat contre les Pictes » |
| 38                                                | Fethelmachus        | 354            | Fethelmacus (Boece)                                                  | fils d’un 3e frère de Crathilinthus « il bat les Pictes qui le font assassiner » |
| 39                                                | Eugenius Ier        | 357            | Evenus Ier                                                           | fils de Fincormachus « tué après 3 ans de règne dans une bataille par le général Romain Magnus Maximus allié aux Pictes (?). Après sa mort les Pictes auraient occupé le royaume d’Écosse pendant 44 ans »                                              |
| L'Écosse est dominée par les Pictes de 360 à 404. |                     |                |                                                                      | |
| 40                                                | Fergusius II        | 404            | Fergus II, Fergus le Grand,                                          | Voir Fergus Mór, fils de Erc lui-même fils du frère de Eugène Ier, réfugiés au Danemark. |
| 41                                                | Eugenius II         | 420            | Evenus II                                                            | Fils de Fergus II |
| 42                                                | Dongardus Ier       | 452            | Domangart                                                            | Frère de Eugène II.C.f Domangart Réti. |
| 43                                                | Constantine Ier     | 457            |                                                                      | Frère de Dongardus Ier Polydore Vergil (Anglica Historia, 1555) donne à partir de lui une succession Buchanan. |
| 44                                                | Congallus Ier       | 479            |                                                                      | Fils de Dongardus Ier C.f Comgall mac Domangairt. |
| 45                                                | Goranus             | 501            | Gabhran Goranus, Conranus (Boece).                                   | Frère de Congallus Ier C.f Gabrán mac Domangairt. |
| 46                                                | Eugenius III        | 535            |                                                                      | Fils de Congallus Ier |
| 47                                                | Congallus II        | 558            | Convallus (Boece).                                                   | Frère d'Eugenius III, C.f Conall mac Comgaill. |
| 48                                                | Kinnatellus         | 569            | Kynnatillus (Boece), Cumatillus, Amtillus.                           | Fils de Congallus II |
| 49                                                | Aidanus             | 570            |                                                                      | Fils de Goranus. C.f Áedán mac Gabráin |
| 50                                                | Kennethus Ier       | 605            | Kenneth I Keir (Boece)                                               | Fils de Congallus II |
| 51                                                | Eugenius IV         | 606            |                                                                      | Fils d'Aidanus.C.f Eochaid Buide. |
| 52                                                | Fearchair Ier       | 621            | Ferquart                                                             | Fils Eugenius IV.C.f Ferchar mac Connaid |
| 53                                                | Donaldus IV         | 632            |                                                                      | Fils d'Eugenius IV.C.f Domnall Brecc |
| 54                                                | Ferchardus II       | 646            | Ferquhardus I (Boece), Ferchar Fada.                                 | C.f Ferchar Fota. |
| 55                                                | Maldvinus           | 664            | Malduinus (Boece)                                                    | Fils de Donaldus IV. C.f Máel-Duin mac Conaill |
| 56                                                | Eugenius V          | 684            |                                                                      | Fils de Dongardus.C.f Eochaid mac Domangairt. |
| 57                                                | Eugenius VI         | 688            |                                                                      | Fils de Ferchardus II le Long |
| 58                                                | Amberkelethus       | 697            | Ambirkelethus (Boece), Ainbhealach, Ambercletus in Polydore Vergil,. | Frère d’Eugène VI.C.f Ainbcellach mac Ferchair. |
| 59                                                | Eugenius VII        | 699            |                                                                      | Fils de Findanus un frère d’Eugène VI « son épouse Spondane est tuée par erreur à sa place par des conspirateurs ». Sans doute un doublet d'Eugenius VI.                                                                                                |
| 60                                                | Mordacus            | 715            |                                                                      | Fils d’Amberkelethus.C.f Muiredach mac Ainbcellaich. |
| 61                                                | Etfinus             | 730            | Ethfinus (Boece)                                                     | Fils d’Eugène VII « garde le royaume en paix pendant son règne de 31 ans ». C.f Áed Find. |
| 62                                                | Eugenius VIII       | 761            |                                                                      | Fils de Mordachus « rend justice en faisant exécuter pour leurs crimes ; Donald seigneur des Îles et le comte de Galloway, il devient ensuite un tyran et est tué par les nobles »C.f Eòganán mac Muiredaich.                                           |
| 63                                                | Fergus II           | 764            |                                                                      | Fils d’Etfinus « il épouse Ethiola une fille du roi des Pictes mais il la délaisse pour d'autres femmes et elle le tue » |
| 64                                                | Solvathius          | 767            | Selvach.                                                             | Fils d’Eugène VIII « épouse une fille du roi des Bretons, règne en paix » C.f Selbach mac Ferchair, avec un déplacement chronologique. |
| 65                                                | Achaius             | 787            |                                                                      | Fils d'Etfinus C.f Eochaid mac Áeda Find. Réputé avoir conclu un traité d'alliance avec Charlemagne |
| 66                                                | Congallus III       | 819            | Convallus II (Boece)                                                 | Fils d’un frère d’Etfinus « règne court et pacifique » C.f Conall Crandomna mais avec une chronologie fausse. |
| 67                                                | Dongallus           | 824            |                                                                      | Fils de Solvathius « meurt noyé en traversant la rivière Spey » |
| 68                                                | Alpinus             | 831            |                                                                      | Fils d’Achaius « décapité par les Pictes » C.f Alpín mac Echdach. |
| 69                                                | Kennethus II        | 834            |                                                                      | Premier roi des Scots et des Pictes.C.f Kenneth MacAlpin. |